# Dylążki
Dylążki – wieś w Polsce położona w województwie lubelskim, w powiecie lubelskim, w gminie Bełżyce.
W latach 1975–1998 miejscowość administracyjnie należała do ówczesnego województwa lubelskiego.
Wierni Kościoła rzymskokatolickiego należą do parafii Trójcy Świętej i Narodzenia Najświętszej Maryi Panny w Chodlu.